# Brocas område
Brocas område er et område i den menneskelige hjerne (gyrus frontalis inferior) hvis funktion er knyttet til sproglig formuleringsevne.
Brocas område har fået sit navn efter Paul Broca, som først beskrev det i 1861, efter at han havde udført en obduktion af en patient med nedsat taleevne.